# Pisa (croiseur)
Le Pisa était le navire de tête de la classe Pisa de deux croiseurs cuirassés construits pour la Regia Marina (Marine royale italienne) au cours de la première décennie du XXe siècle.
Le navire a participé à la guerre italo-turque de 1911-1912, au cours de laquelle il a soutenu les occupations de Tobrouk, de la Libye et de plusieurs îles du Dodécanèse et a bombardé les fortifications défendant l'entrée des Dardanelles. Pendant la Première Guerre mondiale, les activités du Pisa sont limitées par la menace des sous-marins (unterseeboote) austro-hongrois, bien que le navire ait participé au bombardement de Durrës, en Albanie, fin 1918. Après la guerre, il est devenu un navire-école et a été rayé de la liste de la Marine en 1937 avant d'être mis à la ferraille.

## Conception
Le Pisa avait une longueur entre perpendiculaires de 130 mètres (426 ft 6 in) et une longueur hors-tout de 140,5 mètres (460 ft 11 in). Il avait une largeur de 21 mètres (68 ft 11 in) et un tirant d'eau de 7,1 mètres (23 ft 4 in). Le navire déplaçait 9 832 tonnes métriques (9 677 tonnes longues) à charge normale et 10 600 tonnes métriques (10 400 tonnes longues) à charge profonde. Les navires de la classe Pisa avaient un effectif de 32 officiers et de 652 à 655 hommes de troupe.
Le navire était propulsé par deux moteurs à vapeur verticaux à triple expansion, chacun entraînant un arbre d'hélice en utilisant la vapeur fournie par 22 chaudières Belleville. Conçu pour une puissance maximale de 20 000 chevaux-vapeur (15 000 kW) et une vitesse de 22,5 nœuds (41,7 km/h), le Pisa a largement dépassé ce chiffre, atteignant une vitesse de 23,47 nœuds (43,47 km/h) pendant ses essais en mer avec 20 808 chevaux-vapeur (15 517 kW). Son autonomie en croisière était d'environ 2 500 milles marins (4 600 km) à une vitesse de 12 nœuds (22 km/h).

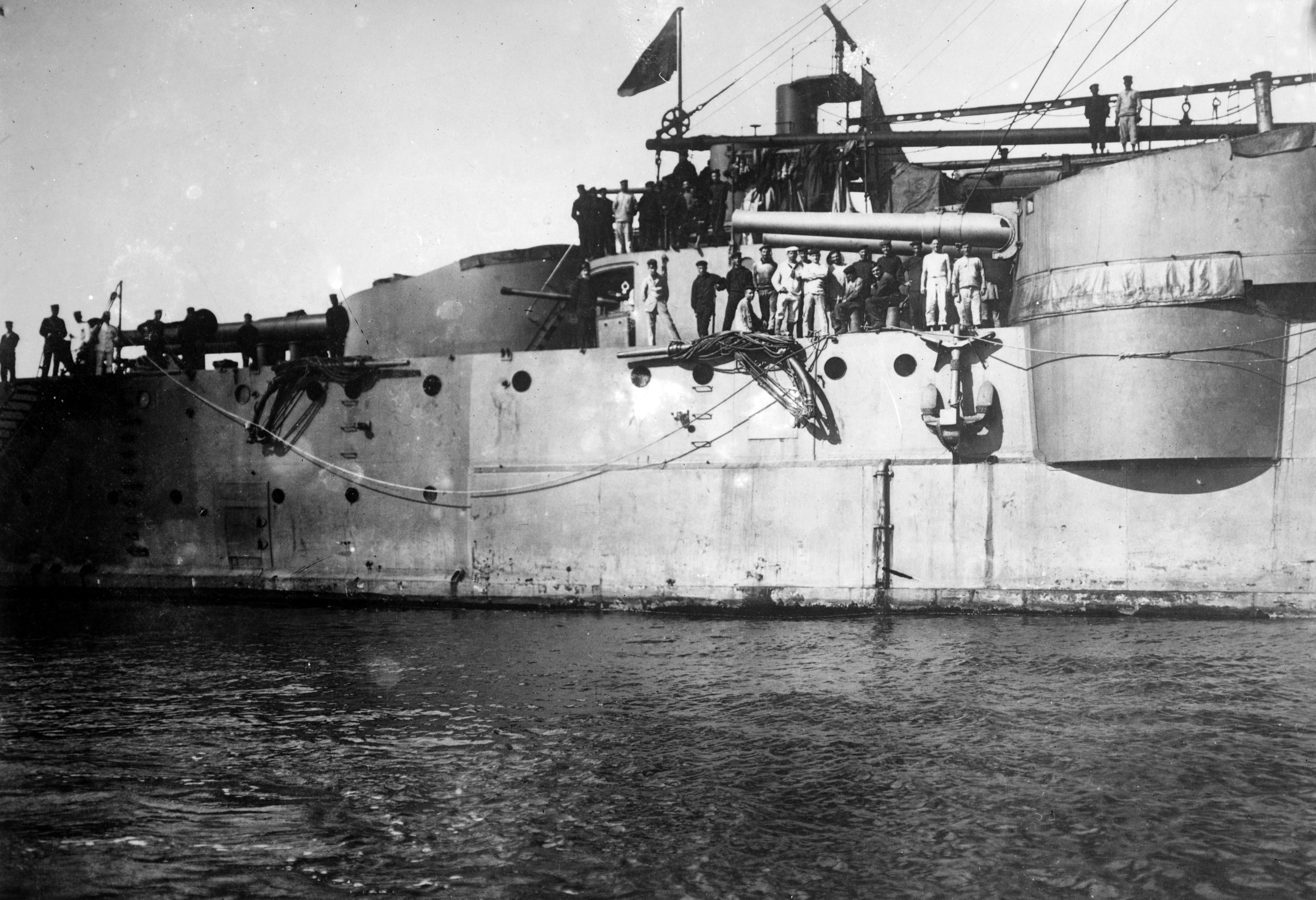
Une vue de la superstructure arrière et des tourelles du Pisa à Tripoli. La tourelle la plus à gauche est la tourelle arrière du canon principal, tandis que la tourelle de droite est l'une des tourelles secondaires.

L'armement principal des navires de la classe Pisa consistait en quatre Cannone da 254/45 V Modello 1906 dans des tourelles jumelées à l'avant et à l'arrière de la superstructure. Les navires montaient huit canons de 190/45 V Modello 1906 dans quatre tourelles jumelées, deux de chaque côté au milieu du navire, comme armement secondaire. Pour se défendre contre les torpilleurs, les navires transportaient 16 canons à tir rapide (QF) Cannone da 76/50 V Modello 1908 et huit canons Vickers QF Cannone da 47/40 V Modello 1908. Ils étaient également équipés de trois tubes lance-torpilles immergés de 450 mm. Pendant la Première Guerre mondiale, ses canons de 76 et 47 mm sont remplacés par vingt canons 76/40, dont six canons antiaériens.
Le Pisa était protégé par une ceinture blindée de 200 mm  d'épaisseur au milieu du navire et réduite à 90 mm à la proue et à la poupe. Le pont blindé avait une épaisseur de 51 mm. Le blindage du poste de commandement avait une épaisseur de 180 mm. Les tourelles de canon de 254 mm étaient protégées par un blindage de 160 mm tandis que les tourelles de 190 mm avaient un blindage de 140 mm.

## Construction et carrière

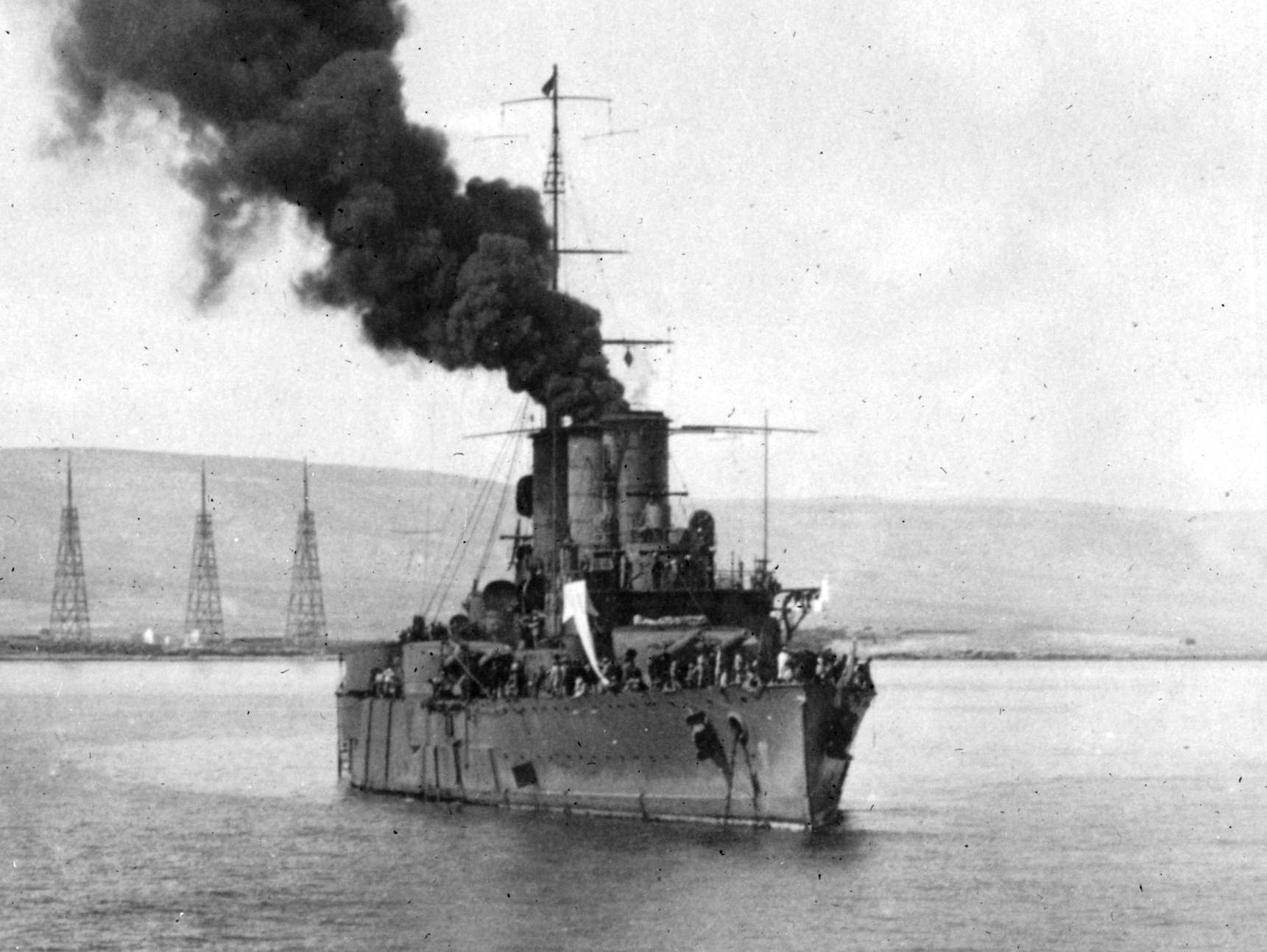
Le Pisa au large de la ville libyenne de Derna en octobre 1912

La pose de la quille du Pisa, qui porte le nom de la ville éponyme, a été faite le 20 février 1905 au chantier naval Orlando de Livourne. Le navire a été lancé le 15 septembre 1907 et achevé le 1er septembre 1909,.
Lorsque la guerre italo-turque de 1911-1912 débute le 29 septembre 1911, le Pisa est le navire-amiral du contre-amiral Ernesto Presbitero, commandant de la 2e division de la 1re escadre de la flotte méditerranéenne. Le Pisa et son navire-jumeau (sister ship), le Amalfi, font partie des navires sélectionnés pour le blocus initial de Tripoli. Le 2 octobre, la division d'instruction relève le 1er escadron du blocus, ce qui lui permet de rejoindre la flotte italienne principale.
Après une recherche infructueuse de la principale flotte ottomane et l'occupation pacifique de Tobrouk, le Pisa, le Amalfi et le cuirassé Napoli ont été rejoints par le croiseur blindé San Marco récemment mis en service, trois destroyers et deux torpilleurs. Le groupe a escorté plusieurs transports italiens qui sont arrivés au large de Derna le 15 octobre. Après l'échec des négociations pour la reddition de la ville, le Pisa a bombardé les casernes et un fort. Derna n'ayant pas riposté, un bateau proposant une trêve a été envoyé. Lorsqu'il fut accueilli par une volée de tirs de fusils, le Pisa et les autres croiseurs blindés ouvrirent le feu sur la ville avec leurs canons de 190 mm et, selon un compte-rendu contemporain, " détruisirent complètement " la ville en 30 minutes. Un groupe de débarquement ne put atteindre le rivage en raison d'une mer agitée et de tirs provenant de la côte. Le Pisa et ses consorts ont alors bombardé la plage pendant deux heures. Les conditions météorologiques ont empêché un débarquement jusqu'au 18, lorsque 1 500 hommes ont pris possession de Derna.
Le Pisa est resté dans les eaux nord-africaines jusqu'à la mi-décembre, lorsque la plupart des membres du 1er escadron sont retournés en Italie. Le Pisa a ensuite escorté plusieurs transports de troupes d'Augusta, en Sicile, dans une tentative de s'emparer du port de Zouara peu avant Noël, tentative qui a été déjouée par le mauvais temps. À la mi-avril 1912, la flotte italienne est sortie dans l'est de la mer Égée, le Pisa et le Amalfi en tête, pour tenter d'attirer la flotte ottomane. En cas d'échec, les Italiens bombardent les fortifications qui défendent les Dardanelles, sans grand effet, avant que le gros de la flotte ne parte pour l'Italie le 19. Le Pisa, le Amalfi et un assortiment de plus petites embarcations furent cependant laissés sur place pour continuer à détruire les stations de télégraphe et de radio et à couper les câbles sous-marins. Les marins des deux croiseurs ont capturé l'île d'Astypalée le 28 avril pour permettre aux forces italiennes de l'utiliser comme base de ravitaillement. Une semaine plus tard, le navire a soutenu l'occupation de Rhodes le 4 mai. Le Pisa est retourné en Italie en septembre, mais après la fin de la guerre, il a passé la première moitié de 1913 à Constantinople et dans la mer Égée avant de retourner à Tarente le 24 juin.

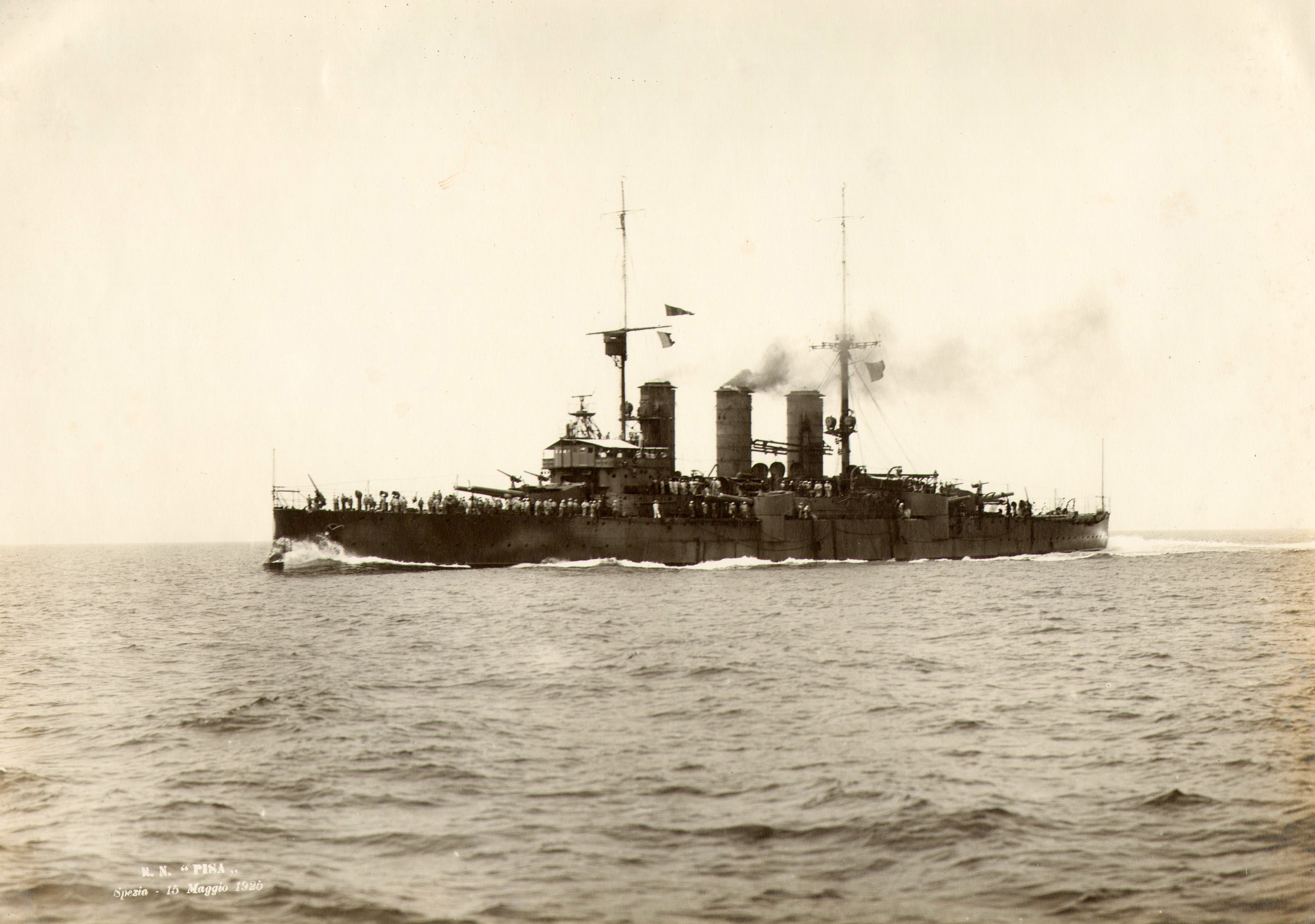
Le Pisa naviguant à faible vitesse en eau calme, le 15 mai 1925.

Le navire est basé à Brindisi lorsque l'Italie déclare la guerre aux Puissances centrales le 23 mai 1915. Cette nuit-là, la marine austro-hongroise a bombardé la côte italienne pour tenter de perturber la mobilisation italienne. Parmi les nombreuses cibles, Ancône a été la plus durement touchée, avec des interruptions des services de gaz, d'électricité et de téléphone de la ville; les stocks de charbon et de pétrole de la ville ont été laissés en flammes. Tous les navires autrichiens rentrent sains et saufs au port, ce qui met la Regia Marina sous pression pour qu'elle arrête les attaques. Lorsque les Autrichiens reprennent les bombardements sur la côte italienne à la mi-juin, l'amiral Paolo Thaon di Revel répond en envoyant le Pisa et les autres croiseurs blindés de Brindisi - les plus récents de la marine - à Venise pour compléter les navires plus anciens qui s'y trouvent déjà. Peu après leur arrivée à Venise, le Amalfi a été coulé par un sous-marin (unterseeboot) le 7 juillet et sa perte a sérieusement limité les activités des autres navires basés à Venise. Le Pisa a été transféré à Vlora, en Albanie, en avril 1916 et a participé au bombardement de Durrës le 2 octobre 1918 qui a coulé un navire marchand et endommagé deux autres.
Le 1er juillet 1921, le Pisa est reclassé de cuirassé de deuxième classe à cuirassé côtier et devient un navire d'entraînement. En 1925, il est modifié pour accueillir un hydravion Macchi M.7. De 1925 à 1930, le navire est utilisé pour former les cadets et les lieutenants de la marine. Le Pisa est rayé de la liste de la Marine le 28 avril 1937 et est ensuite démantelé.